# Троя (группа)
«Тро́я» — российская хеви-метал группа, образованная в 2005 году в Москве, выпустила 4 студийных альбома, последний из которых, «От земли до неба», вышел в 2015 году.

## История
С самого момента образования — весной 2005 года, группа выбрала ориентир на мелодик пауэр-метал. Троя была сформирована гитаристами Владимиром Будником и Андреем Малиновским, а также барабанщиком Анатолием Малиновским. Осенью к музыкантам присоединился басист Александр Артёмов.
Группа продолжает поиски вокалиста и написание материала. В конце осени на смену бас-гитаристу приходит Константин Сидельников. В феврале 2006 года было записано первое инструментальное демо. Через некоторое время на место вокалиста садится Владимир Калашников, который пропел в группе около 3-х месяцев и написал несколько текстов. До начала 2008 года вокалисты сменятся 2 раза, в итоге солистом становится Дмитрий Аргенто.
Таким составом группа записывает дебютный альбом «Мир в огне», который был выпущен сначала в качестве интернет-релиза в середине 2008 года, а позже издан на лейбле Musica Production.
29 декабря 2009 года выйдет второй студийный альбом группы — «Воздушные замки».
На счету у группы — выступление на фестивале «Слава России, Слава Москве», участие в металлических оупен-эйрах в Орле и Иваново, выход в финал первого сезона конкурса молодых групп «На Взлёт», а также регулярные выступлениях в московских клубах и периодические гастроли по городам России.
23 июля 2010 года Троя объявила, что группу покидает вокалист Дмитрий Аргенто.
10 сентября 2010 года стало известно, что новым вокалистом группы стал Алексей Тышкевич (группа Натиск)., с которым группа раньше сотрудничала: запись вокала в композициях «Крылья собственной веры», «Где-то…».
10 сентября 2010 года стало известно, что Троя исполнит кавер-версию композиции «Прощай, Норфолк!» группы Ария на трибьют-альбоме «A Tribute to Ария. XXV».
1 июля 2011 года стало известно, что Троя исполнит кавер-версию композиции «Сука» группы Чёрный Обелиск, которая войдёт в трибьют-альбом «A Tribute to Чёрный Обелиск. XXV», готовящейся к выходу в 2011 году.
12 июля 2011 года появилась информация об уходе из группы вокалиста Алексея Тышкевича и бас-гитариста Константина Сидельникова по личным причинам.
1 августа 2011 года вакантные должности оперативно заняли бывший гитарист Трои Андрей Малиновский, переквалифицировавшийся в басисты, и вокалист Дмитрий Аргенто, вернувшийся в коллектив после годичного перерыва. Следом было заявлено что работа над текстами песен к третьему альбому в самом разгаре и в планы группы входит в скором времени засесть в студию для его записи.
23 сентября 2012 года на лейбле Metalism Records вышел новый, третий по счёту, релиз группы, получивший название «Гимн веры в любовь». В данный момент, приняв в состав клавишника Илью Павлова (экс-Terran), группа занимается активной концертной деятельностью и написанием материала к новому релизу, выход которого планируется на конец 2013 года.
25 января 2014 года не стало Андрея Малиновского.
5 Августа 2015 года на студии KIV Records записан новый мини-альбом "От земли до неба " посвящённый памяти Андрея Малиновского.
26 января 2017 ушел из жизни композитор и один из основателей группы гитарист Владимир Будник.

## Состав

### Текущий состав
- Дмитрий Аргенто — вокал (2007—2010, с 2011)
- Алексей Подгорный — гитара (с 2009)
- Yorg Nel — гитара (с 2017)
- Анатолий Малиновский — ударные (с 2005)

### Бывшие участники
- Александр Артёмов — бас-гитара (2005)
- Владимир Будник - гитара (2005 - 2017) †
- Андрей Малиновский — гитара (2005—2009), бас-гитара (с 2011-2014), клавишные †
- Владимир Калашников — вокал (2006)
- Антон Ловцов — вокал (2006)
- Родион Китаев — вокал (2006—2007)
- Константин Сидельников — бас-гитара (2005—2011)
- Никита Тарасенко - бас-гитара (2014-2020)
- Алексей Тышкевич — вокал (2010-2011)

## Дискография

### Студийные альбомы[1]
| №  | Название           | Год  | Лейбл             |
| -- | ------------------ | ---- | ----------------- |
| 1. | Мир в огне         | 2008 | Musica Production |
| 2. | Воздушные замки    | 2009 | Musica Production |
| 3. | Гимн веры в любовь | 2012 | Metalism Records  |

### Мини-альбомы
| №  | Название         | Год  | Лейбл       |
| -- | ---------------- | ---- | ----------- |
| 1. | От земли до неба | 2015 | KIV Records |

### Синглы
| №  | Название    | Год  | Лейбл |
| -- | ----------- | ---- | ----- |
| 1. | Марш времён | 2016 | -     |

### Каверыпесен
| №  | Название         | Альбом                           | Год  | Автор          |
| -- | ---------------- | -------------------------------- | ---- | -------------- |
| 1. | Прощай, Норфолк! | A Tribute to Ария. XXV           | 2010 | Ария           |
| 2. | Сука             | A Tribute to Чёрный Обелиск. XXV | 2011 | Чёрный Обелиск |